# Herrenstuben-Gesellschaft zu Winterthur

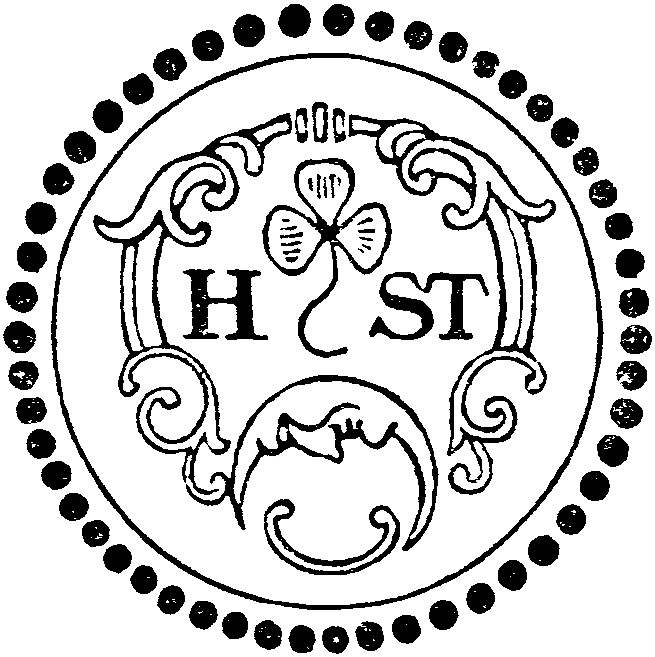
Stempel der Herrenstuben-Gesellschaft zu Winterthur aus dem 19. Jh.

Die Herrenstuben-Gesellschaft zu Winterthur (kurz Herrenstube) ist eine um 1300 gegründete Stubengesellschaft in Winterthur im Kanton Zürich in der Schweiz. Sie ist die einzige bereits im Mittelalter gegründete Organisation der Stadt, die bis heute fortbesteht.

## Geschichte
Obschon Winterthur nie eine Zunftstadt war, bildeten sich im Spätmittelalter zahlreiche Handwerksgesellschaften mit eigenen Trinkstuben, in denen man sich zu geselligen Anlässen traf. Um ca. 1300 wurde mit der Herrenstube auch eine Trinkstube für Adlige, Geistliche, Ratsherren sowie weitere angesehene Persönlichkeiten gegründet. Sie ist daher beispielsweise mit der Gesellschaft zur Constaffel und der Gesellschaft der Schildner zum Schneggen in Zürich oder den Herrenstuben in Schaffhausen, Stein am Rhein und Konstanz vergleichbar. Im Verlauf der Jahrhunderte nahm der Anteil der adligen Mitglieder in der Winterthurer Herrenstube laufend ab, während der Anteil bürgerlicher Mitglieder stark zunahm. Nach der Reformation und der mit ihr verbundenen Aufhebung der Klöster gehörten auch immer weniger Mitglieder dem geistlichen Stand an. Als Zunfthäuser dienten der Herrenstube seit dem 14. Jahrhundert sowohl das Haus Zur Eintracht an der Marktgasse 33 in der Winterthurer Altstadt, als auch das ursprünglich mit diesem Gebäude verbundene ehemalige Haus Zum Frieden an der Marktgasse 35. Beide Liegenschaften wurden 1787 veräussert und das Gebäude an der Marktgasse 35 im Jahr 1930 ausserdem abgebrochen. Mit dem Untergang des Ancien Régime wurde 1798 auch die Herrenstube faktisch aufgelöst, jedoch 1806 wiederhergestellt.

## Organisation
Die Herrenstuben-Gesellschaft weist auch heute noch zünftige Organisationsformen auf. Sie wird vom sogenannten Stubenmeister geleitet und setzt sich aus rund 300 Mitgliedern zusammen, die sich jeden letzten Donnerstag im November zum Hühnermahl treffen. Der Name dieses Anlasses erinnert daran, dass der Schlossherr der Kyburg für dieses Festessen einst Hühner zu stiften pflegte. Gegenwärtig gelten die männlichen Nachkommen der Familien Hegner und Steiner, die Schlossherren von Winterthur und Umgebung, in den Statuten näher bezeichnete Persönlichkeiten aus Politik und Verwaltung, die „im Bezirk Winterthur wohnhaften oder wirkenden Doctores aller Fakultäten“ sowie „von der Vorsteherschaft bezeichnete Männer von Bildung, Rang, Stellung oder Grad“ als „stubenfähig“ und können somit auf Empfehlung in die Gesellschaft aufgenommen werden. Das Ziel der Herrenstube besteht darin, die „Kameradschaft zwischen Männern von Bildung, Rang und allgemeinem Einfluss in hiesiger Stadt“ zu pflegen. Ausserdem verwaltet sie zwei Stiftungen, mit denen öffentlich zugängliche Kunstwerke und soziale Institutionen unterstützt werden.